# Al-Nassr
Al Nassr Football Club is een Saoedische voetbalclub uit Riyad. De club speelt haar thuiswedstrijden in het Koning Saud Universiteitstadion en komt uit in de Saudi Professional League.

## Geschiedenis

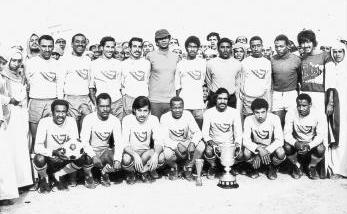
Team van Al Nassr in 1974

Al Nassr werd opgericht in 1955 door Zeid Bin Mutlaq Al-Ja'ba Al-Dewish Al-Mutairi. Aanvankelijk opereerde de club als amateurclub tot het in 1960 officieel werd geregistreerd en instroomde op het tweede niveau. Drie jaar later promoveerde Al Nassr naar het hoogste niveau. Gedurende de jaren zeventig en tachtig veroverde de club vier landskampioenschappen, zes keer de King's Cup, driemaal een Crown Prince Cup en even vaak de Federation Cup. Het team uit die tijd was gebouwd rondom het Saoedische Gouden Trio, bestaande uit Majed Abdullah, Fahad Al-Bishi en Mohaisen Al-Jam'an.
Tijdens de jaren negentig werd Al-Nassr nog tweemaal kampioen en voegde het nog een King's Cup en Federation Cup toe aan de prijzenkast. Ook in internationale toernooien had de club succes. Zo won het twee keer de Gulf Club Champions Cup, eenmaal de Asian Cup Winners Cup en de Asian Super Cup. Als winnaar van die laatste prijs mocht Al-Nassr namens de Asian Football Confederation deelnemen aan de eerste FIFA Club World Cup dat in 2000 werd georganiseerd in Brazilië. In een groep met de latere kampioen Corinthians, Real Madrid en Raja Casablanca eindigde de club op de derde plaats. Wél won het de Fair Play Award van het toernooi.
Na de succesjaren kende de club een moeilijkere periode. Zo wist het in het seizoen 2006/07 ter nauwer nood degradatie te voorkomen. Het leidde tot een grote reorganisatie en enkele jaren later hernieuwd succes. Al-Nassr versloeg haar grootste rivaal, Al-Hilal, in de finale om de Federation Cup. De club keerde stap voor stap terug naar de top die het ooit bestormde met als ultieme beloning het winnen van de dubbel voor de reorganisatie in 2014. Het plaatste zich daarmee voor de AFC Champions League. Ook in 2015 en 2019 werd Al-Nassr kampioen van Saoedi-Arabië. In 2020 verhuisde de club naar het Koning Saud Universiteitstadion, wat plaats biedt aan 25.000 toeschouwers en eerder werd bespeeld door rivaal Al-Hilal.
Op 30 december 2022 haalde Al-Nassr wereldwijd het nieuws toen het bekend maakte Cristiano Ronaldo aangetrokken te hebben. De Portugees, vijfmaal wereldvoetballer van het jaar, maakte als vrije speler de overstap, nadat zijn contract bij Manchester United in onderling overleg werd beëindigd, en tekende een contract tot medio 2025. Het was het startsein van een toestroom aan Europese topvoetballers naar Saoedi-Arabië. Zo volgde onder andere Sadio Mané, Aymeric Laporte (beide Al-Nassr), Kalidou Koulibaly, Neymar (beide Al-Hilal), Jordan Henderson (Al-Ettifaq), N'Golo Kanté en Karim Benzema (beide Al-Ittihad).

## Erelijst
- Saudi Professional League : 1976, 1980, 1981, 1989, 1994, 1995, 2014, 2015, 2019
- Saudi King's Cup: 1975, 1976, 1981, 1986, 1987, 1990
- Saudi Crown Prince Cup: 1973, 1974, 2014
- Saudi Federation Cup: 1976, 1997, 2008
- Saoedische supercup: 2019, 2020
- Saoedische eerste divisie: 1963
- Asian Cup Winners Cup: 1998
- Asian Super Cup: 1998
- Gulf Club Champions Cup: 1996, 1997
- FIFA Club World Cup: derde plaats in 2000

## Bekende (oud-)spelers en -trainers

### Spelers
- Vincent Aboubakar
- Marcelo Brozović
- Angelos Charisteas
- Seko Fofana
- Mitchell van der Gaag
- Brad Jones
- Aymeric Laporte
- Sadio Mané
- Mohammed Noor
- David Ospina
- Otávio
- Everton Ramos da Silva
- Cristiano Ronaldo
- Christo Stoitsjkov
- Alex Telles
- Ivan Tomečak

### Trainers
- Foeke Booy
- Fabio Cannavaro
- Luís Castro
- Rudi Garcia
- Jorge Habegger
- Jorge Jesus
- Stefano Pioli
- Rui Vitória
- Walter Zenga